# 제48회 카를로비바리 국제 영화제
제48회 카를로비바리 국제 영화제는 2013년 6월 28일에 열린 시상식이다.

## 수상 및 후보

### 대상(장편)
- 비밀 노트 - 야노스 자즈 수상

### 심사위원특별상(장편)
- 어 필드 잉글랜드 - 벤 웨틀리 수상

### 감독상(장편)
- 리반키 - 얀 흐르베이크 수상

### 여우주연상(장편)
- 블루버드 - 에이미 모튼 수상
- 블루버드 - 루이자 크로즈 수상
- 블루버드 - 에밀리 미드 수상
- 블루버드 - 마고 마틴데일 수상

### 남우주연상(장편)
- XL - 올라푸르 다리 올라프손 수상

### 심사위원특별언급(장편)
- 파푸샤 - 조안나 코스 외 1명 수상

### 다큐멘터리상(30분이하)
- 비치 보이 - 에밀 랑발 수상

### 다큐멘터리상(30분이상)
- 파이프라인 - 비탈리 만스키 수상

### 심사위원특별언급(다큐멘터리)
- 더 매너 - 쇼니 코헨 수상

### East of the West부문(장편)
- 플로팅 스카이스크래퍼 - 토마스 바실레프스키 수상
- 아드리아 블루스 - 밀로슬라브 만디치
- 아비터 - 카드리 크뢰우사르
- 듀얼 - 니크 가즈보다
- 더 걸 프롬 더 워드로브 - 보도 콕스
- 인티메이트 파츠 - 나타샤 메르쿨로바 외 1명
- 미라클 - 유라이 레호츠키
- 파라다노프 - 세르쥬 아베디키안 외 1명
- 더 씨 - 알렉산드라 스트렐야나야
- 언세이브드 - 이고르 코빌린스키
- 벨벳 테러리스트 - 이반 오스트로초브스키 외 2명
- 위더링 - 밀로스 푸시크

### East of the West부문(심사위원 특별언급)
- 미라클 - 유라이 레호츠키 수상

### 관객상-독립영화 포럼부문
- 리바이벌 - 앨리스 넬리스 수상

### FIPRESCI상
- 111명의 여인들 - 나히드 고바디 외 1명
- 안녕, 내 아들 - 히샴 쟈만
- 비포어 스노우폴 - 히샴 쟈만
- 더 퍼스트 무비 - 마크 코신스
- 기구 - 이라지 모하마디 자리니
- 이프 유 다이 - 이네 살림
- 킥 오프 - 샤우캇 아민 코르키
- 랜드 오브 더 히어로즈 - 사힘 오마르 칼리파
- 라스트 윈터 - 살렘 살라바티
- 코뿔소의 계절 - 바흐만 고바디
- 욜 - 일마즈 귀니 외 1명
- 사일런트 - L. 레잔 예실바스
- 스톤 멜로디 - 파르비즈 로스타미
- 선셋 오브 스네일 - 아자드 모하마디

### 유럽영화상
- 셰임 - 유수프 라지코프 수상

### 에큐메니칼 심사위원상
- 비밀 노트 - 야노스 자즈 수상

### 에큐메니칼 심사위원상 - 특별언급
- 블루버드 - 랜스 에드먼즈 수상

### FEDEORA 특별언급상
- 벨벳 테러리스트 - 이반 오스트로초브스키 외 2명 수상

### 영화제 위원장상
- 데오도르 피스텍 수상
- 올리버 스톤 수상
- 존 트라볼타 수상

### 카를로비바리 상
- 보히테흐 야스니 수상

### 공식부문-경쟁
- 11.6 - 필리쁘 고도
- 블루버드 - 랜스 에드먼즈
- 어 필드 잉글랜드 - 벤 웨틀리
- 비밀 노트 - 야노스 자즈
- 리반키 - 얀 흐르베이크
- 파푸샤 - 조안나 코스 외 1명
- 어 플레이스 인 헤븐 - 요시 마드모니
- 더 프리스츠 칠드런 - 빈코 브레잔
- 셉템버 - 페니 파나요토풀루
- 셰임 - 유수프 라지코프
- 퀠렌 데스 레벤스 - 오스카 뢰러
- 밸류 오브 타임 - 자비에르 버무데즈
- 자유 만세 - 로베르토 안도
- XL - 마테인 쏜슨

### 프록시마 경쟁
- 비하인드 더 캔덜라브러 - 스티븐 소더버그
- 휴스턴 - 바스찬 건서
- 무드 인디고 - 미셸 공드리
- 마이 파더스 하우스 - 러드비그 버스트
- 리바이벌 - 앨리스 넬리스
- 화이트워시 - 이매뉴얼 호스-디스마레이스

### 다큐멘터리 경쟁부문
- 씽즈 더 웨이 데이 아 - 페르난도 라반데로스 몬테로 수상
- 클래스 오브 '09 - 라파엘 오엘렛
- 하우 투 디스크라이브 어 클라우드 - 다비드 베어벡
- 헝그리 맨 - 필립 마틴
- Au nom du fils - 빈센트 란누
- 캄차카 - 예지 코우니아
- 러브 스테이크 - 제이콥 라스
- 로우 타이드 - 파울로 페코라
- 맘메이 아저씨 - 드웨인 발타자르
- 새드 스멜 오브 플레시 - 크리스토발 아티가 로자스
- 스탠드 클리어 오브 더 클로징 도어스 - 샘 플라이쉬너
- 도우 길디스트 디 이븐 - 오눌 언루

### 수평선부문
- 애즈 유 라이크 잇 - 폴라 오네
- 비치 보이 - 에밀 랑발
- 강선장 - 원호연
- 카티드럴스 - 콘라드 카스트너
- 큐티 앤드 더 복서 - 재커리 하인저링
- 더 데이 해즈 컨쿼드 더 나잇 - 쟝-가브리엘 뻬리오
- DK - 바라 코페카
- 이그지비츠 오어 스토리즈 프럼 더 캐슬 - 파볼 코렉
- 갱스터 오브 러브 - 네보이샤 슬리예프체비치
- 키란 - 베티나 팀 외 1명
- 더 맨 후 메이드 엔젤스 플라이 - 빅토리아 시만스카
- 더 매너 - 쇼니 코헨
- 문 라이더 - 다니엘 덴식
- 마이 파더스, 마이 마더 앤 미 - 폴-줄리엔 로버트
- 파이프라인 - 비탈리 만스키
- 로갈리크 - 파벨 지에밀스키

### 독립영화 포럼부문- 알란 루돌프 헌정
- 에인트 뎀 바디스 세인츠 - 데이빗 로워리
- 까미유 클로델 - 브루노 뒤몽
- 클로즈드 커튼 - 자파르 파나히
- 캉그레스 - 아리 폴만
- 언 에피소드 인 더 라이프 오브 언 아이언 피커 - 다니스 타노비치
- 필 더 보이드 - 라마 버쉬테인
- 프란시스 하 - 노아 바움백
- 프루트베일 스테이션 - 라이언 쿠글러
- 글로리아 - 세바스티안 렐리오
- 일대종사 - 왕가위
- 라 그랜드 벨라자 - 파올로 소렌티노
- 그리그리스 - 마하마트 살레 하룬
- 하모니 레슨스 - 에미르 바이가진
- 헬리 - 아마트 에스칼란테
- 차일즈 포즈 - 칼린 페터 네쩌
- 인헤리턴스 - 히암 압바스
- 저스트 어 사이 - 제롬 보넬
- 그렇게 아버지가 된다 - 고레에다 히로카즈
- 런치박스 - 리테쉬 바트라
- 더 메이저 - 유리 비코프
- 밀레 - 발레리아 골리노
- 더 미싱 픽처 - 리티 판
- 남영동1985 - 정지영
- 누구의 딸도 아닌 해원 - 홍상수
- 필 스펙터 - 데이비드 마멧
- 프린스 아발란체 - 데이빗 고든 그린
- 탱고 리브레 - 프레더릭 폰테인
- 데어 윌 컴 어 데이 - 지오르지오 디리티
- 천주정 - 지아장커
- 빅+플로 쏘우 어 베어 - 드니 코테
- 준 앤 졸리 - 프랑소와 오종

### 비평가 추천부문
- 더 익스페디션 투 더 엔드 오브 더 월드 - 다니엘 덴식
- 파더스 가든 - 더 러브 오브 마이 페어런츠 - 피터 리슈티
- 풀마야, 더 걸 위드 스키니 레그스 - 벤둘라 브라다코바
- 라이프 위드 제스터 - 헬레나 트레슈티코바
- 지젝의 기묘한 이데올로기 강의 - 소피 파인즈
- 더 스톤 로즈: 메이드 오브 스톤 - 셰인 메도우스
- 스토리즈 위 텔 - 사라 폴리
- 스토리 오브 Mr.러브 - 다그마 스마르조바
- 더 베니스 신드롬 - 안드레아스 피츨러
- 롱 타임 롱 플레이스 - 존 아플

### 프라하 단편영화제 부문
- 100 블러디 에이커스 - 캐머런 카이네스 외 1명
- 카크니즈 vs 좀비스 - 매티아스 호넌
- 저지 드레드 - 피트 트레비스
- 프랑켄슈타인스 아미 - 리차드 라포스트
- 프레쉬 미트 - 대니 멀헤론
- 밀로 - 제이콥 본
- V/H/S/2 - 사이몬 바렛 외 1명

### 벨기에 영화 초점
- 덴하임 - 올라프 헬드
- 더 센트리퓨지 브레인 프로젝트 - 틸 노박
- 커퓨 - 숀 크리스틴슨
- M.O. - 야쿱 쿠릴
- 투바 애틀란틱 - 할바르 윗조

### 신작부문 - 유망작
- 36 - 나와폰 탐롱라타라닛
- 셀레스철 와이브즈 오브 메도우 마리 - 알렉세이 페도르첸코
- 클리너 - 애드리언 사바
- 컨커션 - 스테이시 패슨
- 더 데드 맨 앤드 빙 해피 - 하비에르 레볼로
- 르 데만텔레먼트 - 세바스티앙 필로트
- 콘돌은 날아간다 - 전수일
- 포 도즈 인 페릴 - 폴 라이트
- 핼리 - 세바스찬 호프만
- 어 하이재킹 - 토비아스 린드홈
- 아임 고잉 투 체인지 마이 네임 - 마리야 사캰
- 인터벌 - 레오나르도 디 콘스탄조
- 이츠 올 소 콰이어트 - 나누크 레오폴드
- 더 골든 케이지 - 디에고 퀘마다 디에즈
- 조이 - 엘리아스 지안나카키스
- 가라오케 걸 - 비스라 비칫-바다칸
- 더 킹 - 조반니 콜럼부
- 노스, 더 엔드 오브 히스토리 - 라브 디아스
- 노스웨스트 - 마이클 노어
- 라이징 - 카트린 게베
- 오마르 - 하니 아부 아사드
- 셀피시 자이언트 - 클라이오 바나드
- 스톱 더 파운딩 하트 - 로베르토 미너비니
- 텐더니스(프랑스어판) - 마리옹 한셀
- 디스 이즈 마틴 보너 - 차드 하티건
- 와즈다 - 하이파 알 만수르
- 왓 데이 돈 토크 어바웃 웬 데이 토크 어바웃 러브 - 몰리 수리아
- 유 아 갓 - 레스젝 다비드
- 유스(영어판) - 톰 쇼발

### 뮤지컬 오디세이
- 거꾸로 - 티모시 렉카트
- 더 매스 오브 멘 - 가브리엘 고셰
- 팬더스 - 마투스 비자르
- 투 풋 투게더 어 헬리콥터 - 이사벨 아세베도
- 리튼 인 잉크 - 마틴 라스

### 버라이어티지 선정 유럽 감독 10선
- 버닝 부시 - 아그네츠카 홀란드
- 킬링 시즌 - 마크 스티븐 존슨

### Six Close Encounters
- 더 브로큰 서클 브레이크다운 - 펠릭스 반 그뢰닝엔
- 더 컬러 오브 더 카멜리온 - 에밀 크리스토프
- 에바 반 엔드의 위대한 순결상실 - 미히엘 텐 호른
- 먹다 자다 죽다` - 가브리엘라 피츨러
- 탈출 - 로아 우타우
- 더 이터널 리턴 오브 안토니스 파라스케바스 - 엘리나 프시코
- 피니쉬 블러드 스웨디쉬 하트 - 미카 론카이넨
- 인 블룸 - 나나 에크브티미슈빌리
- 니나 - 엘리사 푸크사스
- 트래픽 디파트먼트 - 보이첵 스마르좁스키

### 보더라인 필름: 최초 10년
- 올 마이 굿 컨트리멘 - 보히테흐 야스니
- 어라이블 프럼 더 다크니스 - 잔 스타니슬라브 콜라
- 벼룩 한 보따리 - 베라 치틸로바
- 비포 투나잇 이즈 오버 - 피터 솔랜
- 브리프 엔카운터스 - 키라 무라토바
- 로스트 포레스트 - 리비우 시우레이
- 프란시스 오브 아시시 - 릴리아나 카바니
- 해리 딘 스탠턴: 파틀리 픽션 - 소피 허버
- 천국의 문 - 마이클 치미노
- 저니 투 더 비기닝 오브 타임 - 카렐 제만
- 기나긴 이별 - 키라 무라토바
- 진흙으로 덮인 도시 - 바클래브 타보스키
- 아큐페이션, 더 27th 픽쳐 - 파보 마린코빅
- 링 - 알프레드 히치콕
- 어 스토리 오브 칠드런 앤드 필름 - 마크 코신스

### 젊은 그리스인 영화
- 애프터스쿨 - 안토니오 캠포스
- 바이 잇 나우 - 안토니오 캠포스
- 미지의 코드 - 미카엘 하네케
- 키즈 인 러브 - 조쉬 몬드
- 라스트 15 - 안토니오 캠포스
- 마사 마시 메이 마릴린 - T. 숀 더킨
- 매리 라스트 씬 - T. 숀 더킨
- 리프라이즈 - 요아킴 트리에
- 악마의 씨 - 로만 폴란스키
- 사이먼 킬러 - 안토니오 캠포스
- 투 게이츠 오브 슬립 - 앨리스테어 뱅스 그리핀
- 언타이틀드 조쉬 몬드 쇼트 - 조쉬 몬드

### 체코 영화
- 아트로파 - 피터 코나드 베이어
- 블랙 매스 라이징 - 사줄라
- 바이 페인 앤드 라임 앤드 아라베스크 오브 포라징 - 데이비드 가튼
- 더 캡슐 - 아디너 레이첼 창가리
- 게겐바르트 - 토마스 하이제
- 파타 모르가나 - 피터 슈라이너
- 피그스 - 토니 세더테그
- 아이 해브 어 바디 데어 - 아델라 바바노바
- 편지 - 세르히 로즈니차
- 어 메신저 프럼 더 쉐도우즈 - 노르베르트 파펜비흘러
- 노이즈 - 다니엘 피틴
- 셜리: 비전스 오브 리얼리티 - 구스타프 도이치
- 스템플 패스 - 제임스 베닝
- 토킹 어바웃 아트 - 로만 스테티나
- 덴 이즈 블랙 - 빅토르 타칵
- 데이 - 빌렘 노박
- 다시, 공장을 나서는 노동자들 - 카타리나 그루자이

### 레바논 영화
- 에니웨어 엘스 - 아스마라 베라키
- 블렛 포 하이드리히 (더 체코 센츄리) - 로베르트 세들라체크
- 크룩스 - 실비 디마코바
- 포트리스 - 루카스 코케시
- 가비지, 더 시티 앤 데스 - 얀 흐르베이크
- 인 더 쉐도우 오브 더 호스 - 다비드 온드리첵
- 리틀 시크릿 - 마르탱 크레이시
- 마이 도그 킬러 - 미라 포르나요바
- 뉴 라이프 오브 패밀리 앨범 - 애덤 오르하
- 투 더 우즈 - 토마스 보렐
- 터치리스 - 마이클 사미르 외 1명

### 제리 샤츠버그 헌정
- 알렉산더 - 올리버 스톤
- 스카페이스 - 브라이언 드 팔마
- 언톨드 히스토리 오브 더 유나이티드 스테이츠 - 올리버 스톤
- 백색 공포 - 제리 샤츠버그
- 퍼즐 오브 다운폴 차일드 - 제리 샤츠버그
- 허수아비 - 제리 샤츠버그
- 아마데우스 - 밀로스 포먼